# Georg Ebers
Georg Moritz Ebers (ur. 1 marca 1837 w Berlinie, zm. 7 sierpnia 1898 w Tutzing) – niemiecki egiptolog i powieściopisarz.
Studiował w Berlinie języki wschodnie i archeologię. W 1865 został docentem uniwersytetu w Jenie na specjalności język egipski i antyki, a w 1870 roku został mianowany profesorem w tych dziedzinach w Lipsku. Odbył dwie naukowe wyprawy do Egiptu. Jego pierwsze ważne dzieło Ägypten und die Bücher Moses ukazało się w 1867–1868.
W 1873 odkrył w Egipcie w Luksorze (Teby) papirus o treści medycznej z ok. 1550 p.n.e. nazwany na jego cześć papirusem Ebersa. Obecnie ten zabytek znajduje się w Bibliotece Uniwersytetu w Lipsku. Papirus Ebersa jest jednym z najważniejszych starożytnych egipskich medycznych papirusów.
Ebers popularyzował kulturę starożytnego Egiptu poprzez pisanie historycznych powieści. Eine ägyptische Königstochter została opublikowana w 1864. Jego późniejsze dzieła tego rodzaju to Uarda (1877), Homo sum (1878), Die Schwestern (1880), Der Kaiser (1881), Serapis (1885), Die Nilbraut (1887), Kleopatra (1894).